# Thác Bạt Lực Vi
Thác Bạt Lực Vi (tiếng Trung: 拓跋力微; bính âm: Tuòbá Lìwéi, 174－277, tại vị 220-277) là một lãnh tụ Thác Bạt bộ Tiên Ti, là tổ tiên của các hoàng đế Bắc Ngụy thời Nam-Bắc triều trong lịch sử Trung Quốc.
Phụ thân của Thác Bạt Lực Vi là Thác Bạt Cật Phần (拓跋詰汾), phụ thân đồng thời cũng là thủ lĩnh tiền nhiệm của ông. Huynh trưởng của ông là Thốc Phát Thất Cô (禿髮匹孤)- tổ tiên các quân chủ nước Nam Lương thời Ngũ Hồ thập lục quốc. "Ngụy thư -tự kỷ " viết rằng Lực Vi là do Cật Phần và thiên nữ sinh ra, mang sắc thái thần thoại.
Sau khi Cật Phần qua đời, Lực Vi kế thừa chức lãnh tụ vào năm 220. Lúc bắt đầu tại vị, Tây bộ Tiên Ti (Thác Bạt bộ là một bộ phận) có nội loạn, đánh lẫn nhau, bộ chúng li tán, do vậy Lực Vi phải chạy trốn đến "Một Lộc Hồi bộ" của tù trưởng Đậu Tân (竇賓). Đậu Tân đánh giá cao Lực Vi, muốn cắt một nửa quốc thổ chia cho Lực Vi, song Lực Vi không nhận, Đậu Tân do đó đem nữ nhi của mình gả cho Lực Vi. Lực Vi lại thỉnh cầu suất lĩnh sở bộ đi về phía bắc sống, sau hơn 10 năm, do cai quản tốt, bộ chúng khi xưa đều đến quy phụ.
Năm 248, sau khi Đậu Tân qua đời, nhi tử âm mưu làm loạn nên bị Lực Vi giết chết, Lực Vi thôn tính bộ chúng của nhạc phụ. Các thủ lĩnh, tù trưởng đều phục tùng Lực Vi, sách sử viết thế lực đương thời của Lực Vi "khống huyền thượng mã nhị thập dư vạn" (có hơn 20 vạn người cưỡi ngựa giương cung).
Năm 258, Lực Vi đem bộ chúng di cư về phía nam đến Thịnh Lạc (盛樂, nay là phía bắc Hòa Lâm Cách Nhĩ, Nội Mông), triệu tập tù trưởng các bộ, xa gần không ai không uy phục. Năm 261, Lực Vi phái nhi tử Thác Bạt Sa Mạc Hãn đến Tào Ngụy làm chất tử (con tin).
Năm 277, theo kế sách của U châu thứ sử Vệ Quán của Tây Tấn, Lực Vi nghe được sàm ngôn của tù trưởng các bộ, vì thế đã ngầm chấp thuận để tù trưởng các bộ sát hại Sa Mạc Hãn. Vệ Quán lại sắp đặt tù trưởng các bộ ly tán, Lực Vi do vậy ưu sầu mà qua đời. Sách sử chép ông thọ 104 tuổi, nhi tử Thác Bạt Tất Lộc kế tập.
Đến khi Thác Bạt Khuê xưng đế, đã truy thụy cho Lực Vi là "Thuần Nguyên hoàng đế", miếu hiệu là Thủy Tổ. Tây Ngụy Văn Đế cải miếu hiệu của ông là "Thái Tổ".
Nhi tử
- Thác Bạt Sa Mạc Hãn
- Thác Bạt Tất Lộc
- Thác Bạt Xước
- Thác Bạt Lộc Quan